# Türoszi Antipatrosz
Türoszi Antipatrosz (i. e. 1. század) görög filozófus.
Életéről semmi bizonyosat nem tudunk azon kívül, hogy a sztoikus filozófia követője volt, egyetlen írott forrásunk is mindössze Cicero egy levele róla. A levélben említett munkája nem maradt fenn.